# Gil siwogłowy
Gil siwogłowy (Pyrrhula erythaca) – gatunek małego ptaka z rodziny łuszczakowatych (Fringillidae). Występuje w południowo-wschodniej i wschodniej Azji. Nie jest zagrożony wyginięciem.

## Systematyka
Systematyka gatunku jest kwestią sporną. Za podgatunek Pyrrhula erythaca uznawany był gil lawendowy (Pyrrhula owstoni) z Tajwanu, jednak w 2020 roku Dong i inni podnieśli go do rangi gatunku na podstawie badań filogenetycznych, morfologicznych i różnic w wokalizacji. Zmianę te zaakceptowały: Międzynarodowy Komitet Ornitologiczny (IOC), autorzy serwisu Birds of the World oraz autorzy Kompletnej listy ptaków świata. Jednak na liście ptaków świata opracowywanej przy współpracy autorów Handbook of the Birds of the World z BirdLife International takson ten nadal jest klasyfikowany jako podgatunek (lista ta wykorzystywana jest przy opracowywaniu Czerwonej księgi gatunków zagrożonych IUCN).
IOC uznaje gila siwogłowego za gatunek monotypowy, jednak część autorów wyróżnia także drugi podgatunek:
- P. e. erythaca Blyth, 1862
- P. e. wilderi Riley, 1918

### Etymologia nazwy naukowej
- Pyrrhula: epitet gatunkowy Loxia pyrrhula Linnaeus, 1758; łac. średniowieczna pyrrhula „gil”, gr. πυρρουλας purrhoulas „ptak żywiący się robakami”, wymieniony przez Arystotelesa, identyfikowany jako rudzik lub gil[10].
- erythaca: gr. εριθακος erithakos nieznany mały ptak wymieniony przez Arystotelesa, Hezychiusza z Aleksandrii i innych, zwykle identyfikowany jako rudzik[11].

## Morfologia

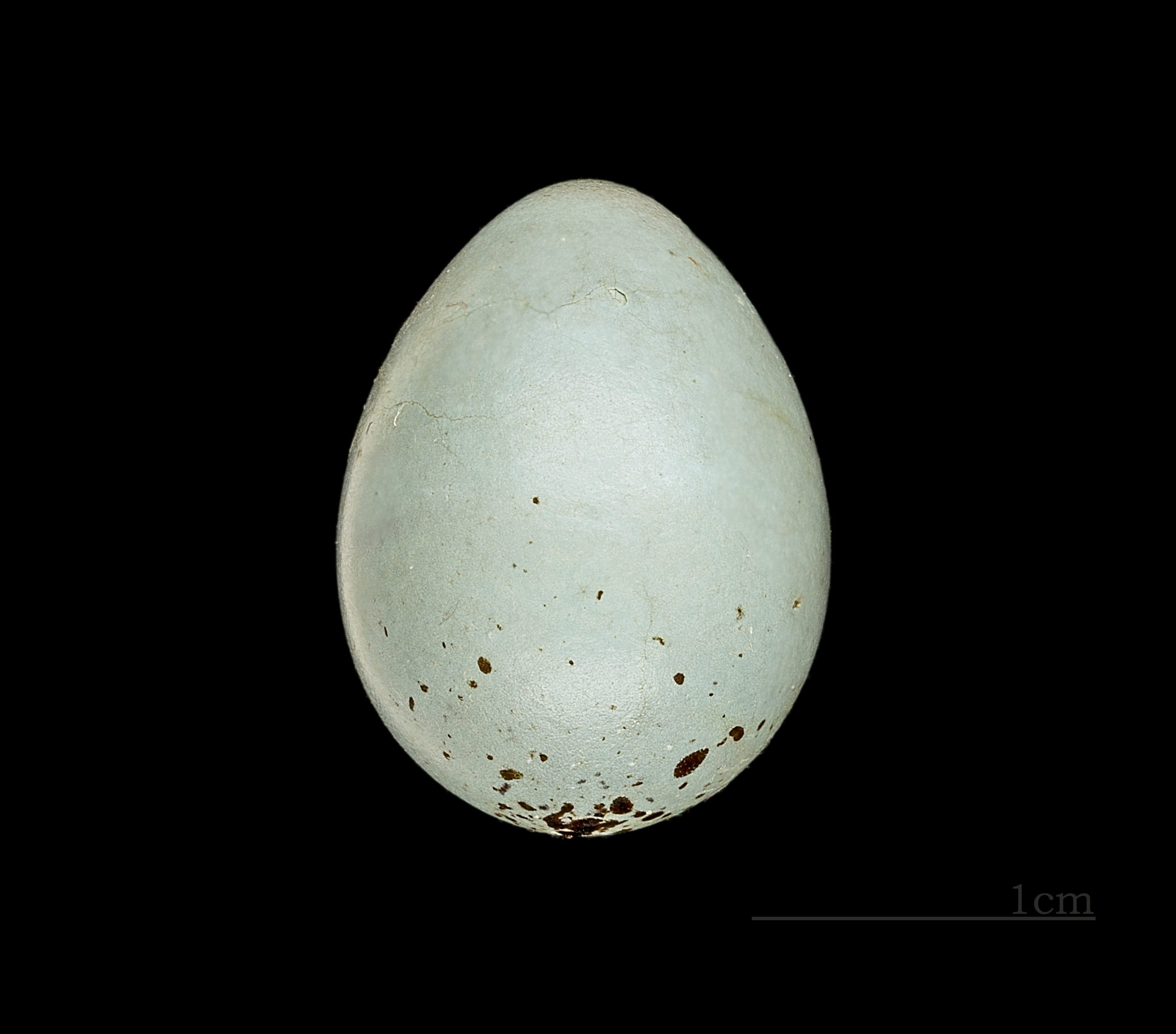
Jajo z kolekcji muzealnej

Długość ciała wynosi 15–17 cm, masa ciała 18–21 g.

## Występowanie
Występuje na obszarze Bhutanu, Chin, północno-wschodnich Indii, Mjanmy i Nepalu. Zamieszkuje lasy strefy umiarkowanej i scrub. Występuje na obszarach położonych na wysokości od 2000 do 4100 m n.p.m.
Poszczególne podgatunki zamieszkują:
- P. e. erythaca – środkowe i południowe Chiny oraz wschodnie Himalaje od północno-wschodnich Indii (północny Bengal Zachodni) na wschód do północnej Mjanmy; notowany także w Nepalu i północnym Wietnamie (Tonkin)[7].
- P. e. wilderi – północno-wschodnie Chiny (zachodnia część miasta wydzielonego Pekin i północna część prowincji Hebei)[7].

## Status zagrożenia
Gil siwogłowy występuje na bardzo dużym obszarze (BirdLife International podaje EOO – 4,89 mln km², obejmuje on jednak także gila lawendowego), a jego populacja nie wydaje się zbliżać do kryteriów gatunków zagrożonych, dlatego w Czerwonej księdze gatunków zagrożonych IUCN został zakwalifikowany jako gatunek najmniejszej troski (LC – Least Concern). Liczba osobników światowej populacji nie została oszacowana, ale ptak ten opisywany jest jako od rzadkiego po lokalnie pospolity. Nie podjęto żadnych działań ochronnych gatunku. Ze względu na brak dowodów na spadki liczebności bądź istotne zagrożenia dla gatunku, BirdLife International ocenia trend populacji jako prawdopodobnie stabilny.